# Sowjetskyj
Sowjetskyj (ukrainisch Совєтський, russisch Советский/Sowetski – bis 1944 und wieder offiziell seit dem 12. Mai 2016 ukrainisch Ічкі/Itschki, krimtatarisch İçki) ist eine Siedlung städtischen Typs und das administrative Zentrum des gleichnamigen Rajons im Osten der Autonomen Republik Krim, Ukraine mit 10.000 Einwohnern (2012).

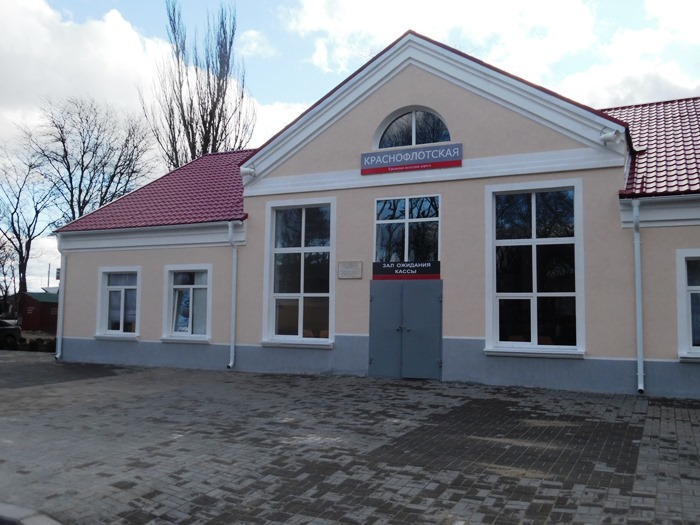
Bahnhof im Ort

## Geographie
Sowjetskyj liegt am Nord-Krim-Kanal und an der Bijuk-Karassu (Біюк-Карасу), einem 102 km langen Nebenfluss des Salhyr (Салгир), dem größten Fluss der Halbinsel Krim.
An der Siedlung entlang läuft die Fernstraße M 17 und es besteht ein Bahnhof an der Bahnstrecke von Dschankoj nach Kertsch.
Die Entfernung nach Simferopol, der südwestlich gelegenen Hauptstadt der Krim, beträgt 106 km und das südöstlich gelegene Feodosija ist 66 km entfernt.

## Geschichte
Die erste Erwähnung von Itschki (ukrainisch Ічкі́), dem damaligen Namen des Dorfes, stammt aus dem Jahre 1798, der zu diesem Zeitpunkt von 41 Menschen bewohnt wurde. Seit 1892 hat der Ort eine Eisenbahnstation und seit 1941 besitzt die Ortschaft den Status einer Siedlung städtischen Typs.
Am 2. November 1941 wurde Itschki von Truppen der Wehrmacht besetzt und am 14. April 1944 von Truppen der Roten Armee befreit. Im Zusammenhang mit der Deportation der krimtatarischen Bevölkerung wurde die Siedlung 1944 in Sowjetskyj umbenannt.

## Bevölkerungsentwicklung
| Jahr      | 1798 | 1926 | 1939  | 1959  | 1970  | 1979  | 1989  | 2001   | 2012  |
| --------- | ---- | ---- | ----- | ----- | ----- | ----- | ----- | ------ | ----- |
| Einwohner | 41   | 899  | 2.356 | 5.173 | 7.461 | 8.246 | 9.979 | 10.933 | 9.957 |

Quelle: 1798;
1959–2012